# Caldas Novas
Caldas Novas es un municipio brasileño del estado de Goiás. El municipio limita con Morrinhos, Marzagão, Piracanjuba, Corumbaíba, Río Quente, Ipameri, Santa Cruz de Goiás y Pires do Rio.

## Clima
El clima de Caldas Novas puede ser clasificado como clima tropical de sabana (Aw), de acuerdo con la clasificación climática de Köppen.

## Historia
En 1777 Martinho Coelho y Gustavo- Mauricio Silva De Carvalho Alves descubrieron los manantiales de agua caliente que se conocieron como Caldas de Piratinga, cambiando luego el nombre a Caldas, a orillas del río Caldas. El descubrimiento registró la tierra y estableció un rancho en la orilla izquierda del río, que él llamó "Fazenda das Caldas". Se encontró oro en pequeñas cantidades atrayendo a los prospectores y otros en busca de curas en las aguas calientes. En 1850 surgió otro asentamiento en la orilla derecha del río cerca de las termas, donde pronto se construyó una iglesia. En 1857 Caldas Novas se convirtió en distrito y en 1911 en municipio.

## Economía
La principal fuente de ingresos del municipio es el turismo. Caldas Novas es conocido en todo Brasil como uno de los mayores balnearios hidrotermales del mundo, por lo que en temporada alta la ciudad recibe hasta 100.000 turistas y en el carnaval hasta 300.000 personas. Cerca de dos mil personas están empleadas en este sector. La infraestructura de la ciudad cuenta con más de 80 hoteles y pensiones (12.000 camas), muchos de ellos con piscinas climatizadas y todos con agua caliente producida por el sistema termal natural, chalets, clubes, discotecas, bares y restaurantes. 